# علم البيئة الوظيفي

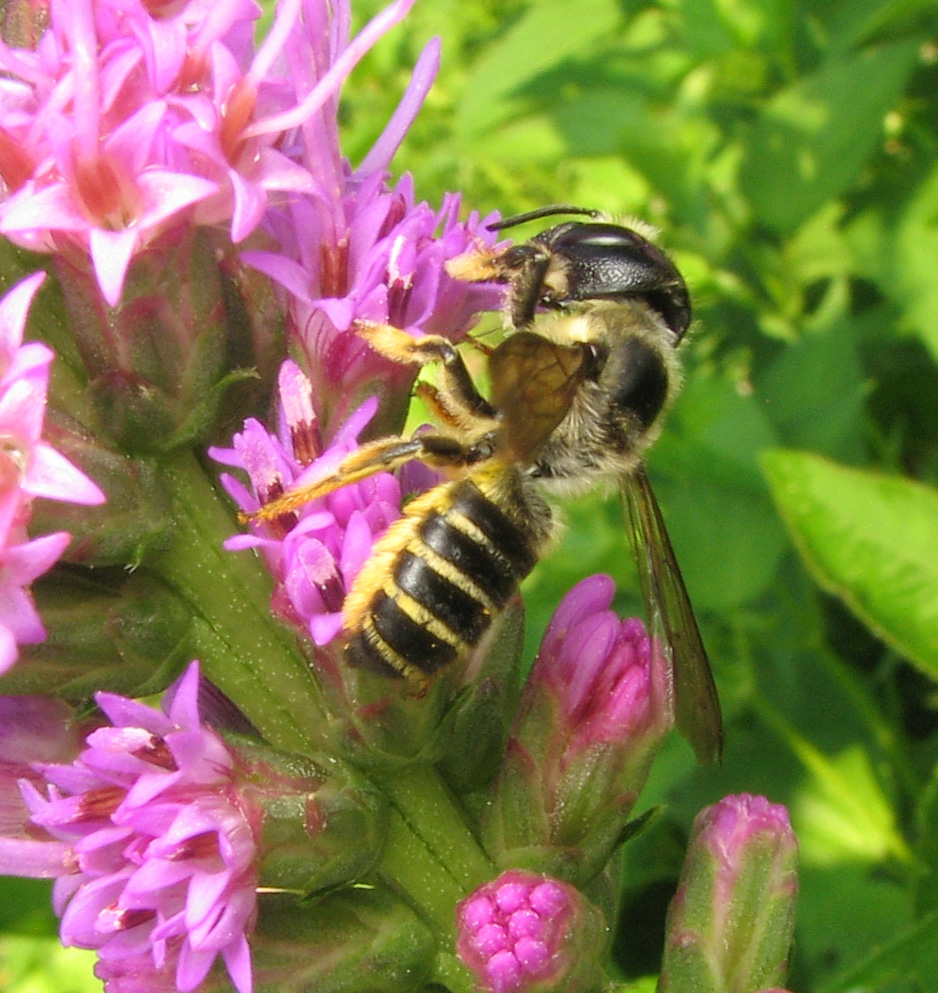

علم البيئة الوظيفي، هو فرع من فروع علم البيئة يركز على الأدوار أو الوظائف التي تلعبها الأنواع في المجتمع أو النظام البيئي الذي تحدث فيه. في هذا النهج، يُؤكد على الخصائص الفيزيولوجية والتشريحية وتاريخ حياة الأنواع. يُستخدم مصطلح «الوظيفة» للتأكيد على بعض العمليات الفيزيولوجية بدلاً من الخصائص المنفصلة، أو وصف دور الكائن الحي في النظام الغذائي، أو لتوضيح تأثيرات العمليات الاصطفائية الطبيعية على الكائن الحي.
يُمثل هذا الانضباط الفرعي لعلم البيئة مفترق طرق بين الأنماط البيئية والعمليات والآليات التي تقوم على أساسها. يركز علم البيئة الوظيفي على السمات المُمثلة في عدد كبير من الأنواع والتي يمكن قياسها بطريقتين. الطريقة الأولى هي إجراء الفحص، وتتضمن قياس وجود السمة في عدد كبير من الأنواع. أما الطريقة الثانية فهي التجريبية، والتي تؤمن علاقات كمية للصفات المُقاسة في الفحص.
يشدد علم البيئة الوظيفي على نهج تكاملي عبر استخدام سمات الكائن الحي وأنشطته لفهم الديناميكا الاجتماعية وعمليات الأنظمة البيئية، لا سيما الاستجابة للتغيرات العالمية السريعة التي تحدث في بيئة الأرض.
يرسو علم البيئة الوظيفي على مجموعة من التخصصات المختلفة، ويعمل كمبدأ موحد بين علم البيئة التطورية وعلم الأحياء التطوري وعلم الوراثة وعلم الجينوم والدراسات البيئية التقليدية، ويحاول أن يفهم «القدرات التنافسية للأنواع وأنماط وجودها وتجمع الجماعات ودور السمات المختلفة في أداء النظام البيئي».

## لمحة تاريخية
تعود جذور فكرة كون وظائف النظم البيئية يمكن أن تتأثر بعناصرها الرئيسية إلى القرن التاسع عشر. يُعتبر كتاب تشارلز داروين «أصل الأنواع» واحداً من النصوص الأولى التي علقت بشكل مباشر على تأثير التنوع الأحيائي على صحة النظام البيئي، وذلك من خلال الإشارة إلى وجود علاقة إيجابية بين كثافة النبات وإنتاجية النظام البيئي. وأما في عمله المؤثر «علم البيئة الحيوانية» عام 1927، فقد اقترح تشارلز سذرلاند إلتون تصنيفاً للنظام البيئي يعتمد على طريقة استخدام كائناته للموارد.
بحلول الخمسينيات من القرن العشرين، قُبل نموذج إلتون للنظم البيئية على نطاق واسع، إذ شغلت الكائنات التي تمتلك قواسم مشتركة في استخدام الموارد نفس «الطائفة» داخل النظام البيئي.
ابتداءً من السبعينيات، أحدث الاهتمام المتزايد بالتصنيف الوظيفي ثورة في علم البيئة الوظيفية. أُعيدت تسمية «الطوائف» باسم «المجموعات الوظيفية»، وبدأت مخططات التصنيف بالتركيز بشكل أكبر على التفاعلات بين الأنواع والمستويات الغذائية.
فُهم علم البيئة الوظيفي على نطاق واسع بأنه دراسة العمليات البيئية التي تتعلق بتكيف الكائنات الحية داخل النظام البيئي. وفي التسعينيات فُهم التنوع الأحيائي بشكل أفضل على أنه تنوع الوظائف البيئية للأنواع داخل النظام البيئي، وليس مجرد عدد كبير من الأنواع المختلفة الموجودة فيه.
أخيراً، بدأ الباحثون في العقد الأول من القرن العشرين في استخدام مخططات التصنيف الوظيفية لاختبار استجابات كل من النظم البيئية والكائنات الحية للتغير الشديد والاضطراب، وتأثير فقدان الوظيفة على صحة النظام البيئي.

## التنوع الوظيفي
يُنظر إلى التنوع الوظيفي على نطاق واسع على أنه «قيمة وامتداد تلك الأنواع والسمات العضوية التي تؤثر على عمل النظام البيئي»، وبهذا المعنى، قد ينطبق استخدام مصطلح «الوظيفة» على الأفراد أو السكان أو المجتمعات أو المستويات الغذائية أو العمليات التطورية (أي النظر في وظيفة التكيف).
صُوّر التنوع الوظيفي كتصنيف بديل للمخططات التي تستخدم التنوع الجيني أو التنوع الفيزيولوجي لقياس الأهمية البيئية للأنواع في البيئة، وكذلك كوسيلة لفهم كيفية تأثير التنوع الأحيائي على وظائف محددة للنظام البيئي، إذ يشير «التنوع الأحيائي» في هذا السياق إلى تنوع وظائف النظام البيئي الموجودة في نظام معين.
يُعتبر فهم النظم البيئية من خلال التنوع الوظيفي قوياً بمقدار تطبيقه على نطاق واسع ومنحه رؤية على أنماط يمكن ملاحظتها في النظم البيئية، مثل وجود الأنواع وقدرتها التنافسية وتأثير المجتمعات الأحيائية على أداء النظام البيئي.

### التأثير على صحة النظام البيئي
من الاهتمامات الرئيسية للبحث الحديث في علم البيئة الوظيفية، هو تأثير التنوع الوظيفي على صحة النظام البيئي. وليس من المُستغرب أن يمتلك التنوع الأحيائي تأثيراً إيجابياً على إنتاجية النظام البيئي. يرفع التنوع الوظيفي المتزايد من قدرة النظام البيئي على التحكم بتدفق الطاقة والمواد من خلال البيئة (وظائف النظام البيئي)، وكذلك من قدرة النظام البيئي على إنتاج موارد مفيدة للبشر مثل الهواء والماء والخشب (خدمات النظام البيئي).
تُخَّفض وظائف النظام البيئي بشكل كبير مع حدوث تناقص في تنوع الجينات والأنواع والمجموعات الوظيفية الموجودة فيه. في الواقع، تؤثر التخفيضات في التنوع الوظيفي بشكل كبير على قابلية الكائنات الحية للبقاء في بيئة ما بغض النظر عن المجموعة الوظيفية أو المستوى الغذائي أو الأنواع، الأمر الذي يعني أن تنظيم وتفاعل المجتمعات في أي نظام بيئي له تأثير عميق على قدرتها على العمل وتحقيق استقلالها الذاتي.
علاوةً على ذلك، يحسن التنوع الأحيائي من الاستقرار البيئي. فكلما زاد تنوع النظام البيئي، زادت معه مرونة التغيرات في تشكيل الأنواع (مثل أحداث الانقراض أو الأنواع الغازية)، والتغييرات الخارجية في الظروف البيئية (مثل قطع الأشجار والزراعة والتلوث).
وإضافةً إلى ذلك، تُعتبر الفوائد التي يوفرها التنوع لبيئة ما فوائد غير خطية مع مقدار التنوع. ولكن تعمل هذه العلاقة في الاتجاه المعاكس أيضاً لسوء الحظ، ففقدان التنوع يعطل بشكل غير خطي النظم البيئية (حتى النظم المستقرة)؛ يُعتبر هذا التأثير السلبي ضاراً بالأخص عندما تكون الخسارة حاصلة في المستويات الغذائية. على سبيل المثال، يمكن أن تكون لفقد حيوان مفترس من الرتبة الثالثة آثار متتالية على السلسلة الغذائية، ما يؤدي إلى تقليل الكتلة الأحيائية النباتية والتنوع الجيني. يمكن لهذا بدوره أن يغير «بنية الغطاء النباتي وتواتر الحريق، وحتى انتشار الأمراض المعدية في نطاق النظم البيئية».
يُعتبر تأثير التنوع على النظم البيئية قوياً للغاية، إذ يمكنه منافسة تأثير تغير المناخ وغيره من عوامل الضغط المُطبقة على النظام البيئي العالمي.
وفي المقابل، أظهر التنوع في حالات نادرة أنه يعرقل الإنتاجية البيئية. ففي البيئات المجهرية المُعدة للتجربة، لم يتمكن مستنبت متنوع من البكتيريا من إنتاج مُستنبت متجانس من سلالة تحكم «بكفاءة». ومع ذلك، فقد شُكك في الصلاحية الإحصائية لهذه التجارب وإعدادها.
بشكل عام، يتمتع الإجماع الحالي الذي ينص على أن التنوع مفيد لصحة النظام البيئي، بدعم نظري وعملي كبيرين جداً وبقابلية أكبر للتطبيق على نطاق واسع.

## تطبيقات علم البيئة الوظيفي
يوفر النهج الوظيفي لفهم البيئات والتعامل معها العديد من الفوائد، تمكننا من استيعاب علم الأحياء وتطبيقاته في حيواتنا. في حين أن مفهوم علم البيئة الوظيفي لا يزال في مراحله الأولى، إذ طُبق على نطاق واسع خلال الدراسات الأحيائية لفهم الكائنات الحية والبيئات وتفاعلاتها بشكل أفضل.

### اكتشاف الأنواع وتصنيفها
تمتلك مفاهيم علم البيئة الوظيفي آثاراً مفيدة في اكتشاف الأنواع وتصنيفها. فعند اكتشاف الأنواع، تؤثر السمات ذات الأهمية البيئية، مثل ارتفاع النبات، على احتمال اكتشاف الأنواع خلال عمليات المسح الميدانية.
عند إجراء تحليل كلاني للبيئة، يمكن أن يؤدي الخطأ المنهجي في اكتشاف الأنواع غير الكاملة إلى استنتاجات تطورية غير صحيحة لسمات البيئة، بالإضافة إلى تقديرات ضعيفة لتنوع السمات الوظيفية والدور البيئي.